# Cúcuta
Cúcuta er en by i den nordlige del af Colombia, med et indbyggertal (pr. 2005) på cirka 918.000. Byen blev grundlagt i 1733, og ligger ved grænsen til nabolandet Venezuela.
7°53′N 72°30′V / 7.883°N 72.500°V
- Wikimedia Commons har flere filer relateret til Cúcuta